# Athribis (Menu)
Athribis (altgriechisch Ἀθριβις) war im Alten Ägypten eine Stadt des 9. Gaus von Oberägypten.

## Namen
Der ahistorische Name Athribis tritt erst in neuzeitlichen Werken auf und wurde analog zum unterägyptischem Athribis gebildet. Als Grabungsplatz ist der Ort auch unter dem Namen des modernen Dorfes Wannîna (al-gharbiya) bekannt, das 3 km südöstlich liegt. Die ägyptische Antikenverwaltung (SCA) führt den Grabungsplatz unter dem Namen des benachbarten Dorfes Nag' (al-Shaykh) Hamad.
In mittelalterlichen arabischen Handschriften wurde die Stadt Adrîba genannt, was auf das koptische ATRIPE zurückgeht. In koptischen Quellen findet man vereinzelt auch die Bezeichnung TRIFIU, die auf der gräzisierten Namensform Trifeion basiert. Beide koptische Namensformen lassen sich wiederum auf das altägyptische Hwt-Rpwt / Hwt Rpyt „Haus des Tempels der (Göttin) Repit“ zurückführen.

## Lage
Die Stadt lag auf dem Westufer des Nils, 7 km südwestlich des heutigen Sohag, am Fuße des Westgebirges. Zwischen den Ruinen und den östlichen Feldern liegt das Dorf Nag' al-Shaykh Silim, 500 m nördlich der Ort Nag' al-Shaykh Hamad und 3 km nördlich die Ruinen des koptischen Weißen Klosters. Im Alten Ägypten gehörte Athribis zum 9. oberägyptischen Gau, dessen Hauptstadt Achmim mit dem Tempelbezirk des Gaugottes Min auf dem Ostufer, gegenüber von Sohag lag. In ptolemäisch-byzantinischer Zeit (305 v. Chr.–640 n. Chr.) war Achmim als Panopolis und der 9. Gau als nomos panopolites bekannt.

## Stadt
Die antike Stadtanlage von Athribis erstreckte sich mit ihren Wohn- und Wirtschaftsgebäuden aus ptolemäisch-römischer und byzantinisch-früharabischer Zeit südlich, südöstlich und nordöstlich des Tempelbezirkes. Einige ausgegrabene Gebäudereste lassen sich genauer auf das 3. – 4. Jahrhundert n. Chr. datieren. Im 19. bis 20. Jahrhundert wurden die Lehmziegelbauten stark zerstört, da man den phosphathaltigen Lehm als Düngemittel und für die Produktion von Schießpulver benötigte.

### Tempelbezirk

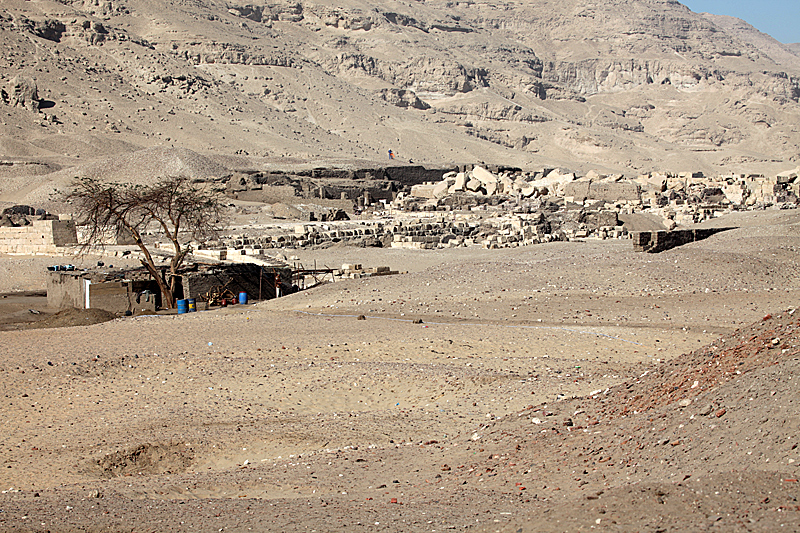
Archäologische Stätte Athribis, Blick von Südosten (2010)

Der circa drei Hektar große Tempelbezirk der Göttin Repit (Triphis) war ursprünglich von einer Umfassungsmauer aus luftgetrockneten Lehmziegeln umgeben und im Südosten durch ein steinernes Monumentaltor von Ptolemaios IX. zugänglich. Das Tempelhaus ist heute weitestgehend zerstört. Von den Türmen des 50 m breiten Pylons ist nur noch das erste Geschoss erhalten.
Neben dem Haupttempel befindet sich ein älterer Granittempel des Apries und quer zur Achse der Tempel des Ptolemaios XII., der zu Ehren der Götterfamilie von Athribis gebaut wurde. Dieser ist 45 × 75 m groß und besaß einen Pronaos von 2 × 6 Säulen. Der Rückteil des Pronaos war entweder von einem Säulengang umgeben oder bestand aus einem offenen Säulenhof mit Sanktuar und Nebenräumen. Das Tempelgebäude wurde unter Tiberius und Claudius weiter ausgeschmückt und unter Hadrian vollendet. Ende des 4. Jahrhunderts n. Chr. wurde der Tempel von christlichen Mönchen in einen Wirtschaftsbetrieb mit einer Färberwerkstatt umgewandelt. Das Bauwerk wurde im hohen Mittelalter zerstört und das Steinmaterial zu Kalk gebrannt. Von der ursprünglichen Bausubstanz hat sich etwa ein Drittel erhalten.

### Nekropole
Im Westen der Stadt liegt die steile Hochebene der Libyschen Wüste, wo sich antike Steinbrüche und Felsgräber des 1. bis 3. Jahrhunderts n. Chr. befinden. Bisher wurden 700 Grabanlagen identifiziert. Im Zentrum der 1,7 km langen Nekropole befindet sich am Berghang ein ptolemäisch-römischer Felsentempel mit Vorhof, zwei Felsräumen und einer Kultnische. An der Fassade waren Halbsäulen mit Palmkapitellen angebracht. Der Felstempel war den Göttern von Athribis geweiht.

## Geschichte und Kulte
Die Inschriften der Tempel stellen die wichtigste Quelle zur löwenköpfigen Göttin Repit dar, über die bisher wenig bekannt ist, obwohl sie bereits seit frühdynastischer Zeit belegt ist. Der älteste bisher bekannte Kultbau aus Athribis stammt aus der 30. Dynastie und wurde von Pharao Nektanebos II. (regierte 360–343 v. Chr.) erbaut. In spätptolemäisch-römischer Zeit erhielt der Tempelbezirk zwei monumentale Tempelneubauten, von dem einer unter Ptolemaios IX. (regierte 116–107; 88–81 v. Chr.) errichtet wurde. Der große Tempel von Ptolemaios XII. für die Götterdreiheit Min, Repit und Kolanthes wurde noch bis in die Zeit von Kaiser Domitians (regierte 81–96 n. Chr.) dekoriert.
In schriftlichen Quellen ist eine römische Palastanlage für 298 n. Chr. belegt. Zu dieser Zeit waren die ägyptischen Tempelkulte möglicherweise bereits eingestellt. Anfang des 4. Jahrhunderts n. Chr. ließen sich christliche Einsiedler am Nekropolenberg nieder. In der ersten Hälfte des 4. Jahrhunderts n. Chr. wurde ein Frauenkloster gegründet, dass unter dem Abt Pkjol dem „Weißen Kloster“ angeschlossen wurde. Unter Schenute von Atripe (385–465 n. Chr.) expandierte das Frauenkloster in den Tempelbezirk und bestand mindestens bis in früharabische Zeit. Im hohen Mittelalter wurde das Kloster aufgegeben und die Kalksteinblöcke einiger Tempel für den Bau des nahegelegenen Weißen Klosters verwendet.

## Forschungsgeschichte
1825 erfolgte eine erste Befundaufnahme durch John Gardner Wilkinson und ein Bericht in seinem Werk Modern Egypt and Thebes. 1839 besuchte Nestor l’Hôte den Grabungsplatz und lieferte eine kurze Beschreibung in seinen Reisebriefen. Karl Richard Lepsius besuchte mit der Preußischen Expedition den Fundplatz 1845 und veröffentlichte seine Ergebnisse in LD IV. 1906/07 begann Flinders Petrie mit der ersten wissenschaftlichen Grabung der British School of Archaeology in Egypt und publizierte die Ergebnisse im 14. Band der BSAE Reports. 1983–1996 kam es zu einer Wiederaufnahme der Grabung durch die ägyptische Altertümerverwaltung und der Freilegung großer Bereiche des Tempelbezirks in 14 Grabungskampagnen.
Seit 2003 gibt es ein deutsch-ägyptisches Kooperationsprojekt, an dem die Eberhard Karls Universität Tübingen, der SCA sowie wissenschaftliche Einrichtungen und Mitarbeiter aus Deutschland, Polen, England und Frankreich beteiligt sind (Athribis-Projekt). Das Ziel des Projektes ist die Dokumentation und wissenschaftliche Erschließung der archäologischen Funde und die Aufnahme der Tempelinschriften. Zudem möchte man die Reliefs und Wandmalereien des Tempels Ptolemaios' XII. konservieren. Im Rahmen dieser Forschungsarbeiten wurden auch über 18.000 beschriftete Tonscherben (Ostraka) entdeckt, die diverse Aspekte des antiken Alltagslebens in Athribis beleuchten.

### Allgemein
- Dieter Arnold: Lexikon der ägyptischen Baukunst. Albatros, Düsseldorf 2000, ISBN 3-491-96001-0, S. 30 → Athribis (Wannina).
- Dieter Arnold: Die Tempel Ägyptens. Artemis & Winkler, Zürich 1992, ISBN 3-7608-1073-X, S. 177.
- Hans Bonnet: Reallexikon der ägyptischen Religionsgeschichte. de Gruyter, Berlin / New York 2000, ISBN 3-11-016884-7, S. 58 → Athribis.
- W. M. F. Petrie: Athribis. In: British School of Archaeology in Egypt. (BSAE) Band 14, London 1908.
- Richard H. Wilkinson: Die Welt der Tempel im alten Ägypten. Theiss, Stuttgart 2005, ISBN 3-8062-1975-3, S. 142.

### Publikationen des Athribis-Tempels
- Rafed El-Sayed, Yahya El-Masry (Hrsg.): Athribis I. General Site Survey 2003–2007. Archaeological & Conservation Studies. The Gate of Ptolemy IX. Architecture and Inscriptions (= Publications de l’Institut Français d’Archéologie Orientale du Caire. Band 1010). Imprimerie de l’Institut Français d’Archéologie Orientale, Kairo 2012, ISBN 978-2-7247-0529-4.
- Christian Leitz, Daniela Mendel, Yahya El-Masry: Athribis II. Der Tempel Ptolemaios' XII.: Die Inschriften und Reliefs der Opfersäle, des Umgangs und der Sanktuarräume 3 Bände (= Publications de l’Institut Français d’Archéologie Orientale du Caire. Band 1016). Imprimerie de l’Institut Français d’Archéologie Orientale, Kairo 2010, ISBN 978-2-7247-0539-3.
- Christian Leitz, Daniela Mendel: Athribis III. Die östlichen Zugangsräume und Seitenkapellen sowie die Treppe zum Dach und die rückwärtigen Räume des Tempels Ptolemaios XII. 2 Bände, Kairo 2017.
- Christian Leitz, Daniela Mendel: Athribis IV, Der Umgang L 1 bis L 3. 2 Bände, Kairo 2017.
- Christian Leitz, Daniela Mendel, Mohamed el-Bialy: Die Außenwände und westlichen Seitenkapellen des Tempels von Athribis. 2 Bände, Ministry of Antiquities Press, Kairo 2014.
- Marcus Müller, Mohamed El-Bialy, Mansour Boraik: Athribis V, Archäologie im Repit-Tempel zu Athribis 2012–2016. 2 Bände, Institut français d’archéologie orientale du Caire, Kairo 2019.
- Marcus Müller, Carolina Teotino (Hrsg.): Athribis (Atripe) im Kontext. Die Stadt und der Tempel als religiöses und kulturelles Zentrum von der ptolemäischen Zeit bis zum Hochmittelalter. Athribis-Studien III (= Studien zur spätägyptischen Religion. Band 43). Harrassowitz, Wiesbaden 2024, ISBN 978-3-447-12259-7.